# روابط ایران و فنلاند
روابط فنلاند و ایران به روابط دو جانبه بین فنلاند و ایران اشاره دارد.

## تاریخچۀ روابط

### حکومت پهلوی
- ۲۰ آذر ۱۳۱۰ (۱۲ دسامبر ۱۹۳۱): پیمان دوستی بین ایران فنلاند امضا شد.[۱]
- ۱۳ دی ۱۳۱۱ (۳ ژانویه ۱۹۳۳): مجلس شورای ملی با عهدنامۀ مودت ایران و  فنلاند موافقت کرد.[۲][۳]
- ۲ تیر ۱۳۲۶ (۲۴ ژوئن ۱۹۴۷): ورزشکاران وزنه‌برداری ایران برای شرکت در مسابقات هلسینکی عازم فنلاند شدند.[۴]
- ۱۱ آبان ۱۳۳۶ (۲ نوامبر ۱۹۵۷): رئیس فدراسیون بین المللی وزنه برداری پیام دوستانۀ رئیس‌جمهوری فنلاند را همراه با نشان صليب فنلاند (عالی ترین نشان آن کشور) به محمدرضا پهلوی تقدیم کرد.[۵]
- ۱ دی ۱۳۴۳ (۲۲ دسامبر ۱۹۶۴): نمایندگی‌های سیاسی ایران و فنلاند برای «توسعۀ مناسبات دوستانه و تحکیم علائق موجود» به سطح سفارت ارتقـاء یافت.[۶]
- ۲۱ بهمن ماه ۱۳۴۳ (۱۰ فوریه ۱۹۶۵): اورهو ککونن رئیس جمهور فنلاند و همسرش در راه سفر خـود به هندوستان وارد تهران شدند.[۷]
- ۵ اردیبهشت ۱۳۴۸ (۲۵ آوریل ۱۹۶۹): موافقتنامۀ لغو روادید بین ایران و فنلاند در آنکارا امضا شد.[۸]
- ۱ تیر ۱۳۴۹ (۲۲ ژوئن ۱۹۷۰): محمدرضا شاه پهلوی و فرح پهلوی برای دیدار رسمي از کشورهای فنلاند و رومانی تهران را ترک کردند. رئیس‌جمهور فنلاند در فرودگاه هلسینکی به استقبال آنها آمد.[۹]
- ۱۳ شهریور ۱۳۵۰ (۴ سپتامبر ۱۹۷۱): دولت فنلاند کمیتۀ برگزاری جشن‌های شاهنشاهی ایران را تشکیل داد. رئیس این کمیته ککونن، رئیس جمهور فنلاند بود.[۱۰]
- ۱۷ مهرماه ۱۳۵۰ (۹ اکتبر ۱۹۷۱): سلسله سخنرانی‌های علمی دربارۀ ادب و فرهنگ ایران در دانشگاه‌های هلسینکی توسط دانشمندان ایران‌شناس و خاورشناس فنلاند به منظور شرکت در جشن‌های بزرگداشت شاهنشاهی ایران آغاز شد.[۱۱]
- ۲۲ خرداد ۱۳۵۵ (۱۲ ژوئن ۱۹۲۶): موافقتنامۀ همکاری‌های بازرگانی، اقتصادی و فنی بین دولت‌های ایران و فنلاند در هلسینکی به امضا رسید.[۱۲]

### حکومت جمهوری اسلامی
- ۷ خرداد ۱۳۶۵: هیأت وزیران ایران به نخست‌وزیری میرحسین موسوی تصویب کرد حسن عابدی جعفری وزیر بازرگانی به آلبانی و فنلاند سفر کند.[۱۳]
- ‌۱۲ مرداد ۱۳۶۶: هیأت وزیران ایران تصویب کرد غلامرضا شافعی وزیر صنایع به فنلاند سفر کند.[۱۴]
- ‌۲۸ دی ۱۳۶۷: هیأت وزیران ایران تصویب کرد ‌علی اکبر ولایتی وزیر امور خارجه به اسپانیا، فنلاند، استرالیا و زلاند نو سفر کند.[۱۵]
- ۱۰ بهمن ۱۳۶۸: محمود واعظی معاون اروپا و آمریکای وزارت امور خارجه در جمع نمایندگان اتحادیۀ تجارت خارجی و صاحبان صنایع فنلاند رئوس برنامۀ پنج سالۀ ایران را تشریح کرد.[۱۶] روز بعد وزیر خارجۀ فنلاند با واعظی دیدار کرد و بر حمایت فنلاند از اجرای قطعنامه ۵۹۸ شورای امنیت تاکید کرد.[۱۷]
- ۱ اسفند ۱۳۶۸: تاپانی برادروس، سفیر فنلاند در تهران با سید علینقی خاموشی رئیس اتاق بازرگانی و صنایع و معادن دیدار کرد و خواستار انتقال تکنولوژی فنلاند به ایران شد.[۱۸]
- ۳ اردیبهشت ۱۳۶۹: ‌ هیأت وزیران ایران تصویب کرد وزیر امور خارجه به فنلاند سفر کند.[۱۹]
- ۶ خرداد ۱۳۷۰: انجمن تجاری ایران و فنلاند در هلسینکی ایجاد شد.[۲۰]
- ۲۶ تیر ۱۳۷۰: ‌هیأت وزیران به پیشنهاد وزارت راه و ترابری (به تاریخ ۲۲ اردیبهشت ۱۳۷۰) تصویب کرد ‌که این وزارت مجاز است در مورد پیش‌نویس موافقت‌نامه حمل و نقل بین‌المللی جاده‌ای بین ایران و فنلاند‌ مذاکره و مبادله کند و ادامه مراحل قانونی تا تصویب نهایی را پیگیری کند.[۲۱]
- ۱ مهر ۱۳۷۰: علی‌اکبر ولایتی وزیر امور خارجۀ ایران در نیویورک با وزیر امور خارجۀ فنلاند دیدار کرد.[۲۲] در همین روز سفیر جدید فنلاند با اکبر هاشمی رفسنجانی، رئیس‌جمهور ایران دیدار کرد.[۲۳]
- ۱۱ مهر ۱۳۷۰: خاموشی، رئیس اتاق بازرگانی ایران با پکالیتو مدیر کل وزارت امور خارجۀ فنلاند دیدار کرد. او مدعی شد مادۀ ۸۳ قانون اساسی ایران به غلط ترجمه شده و قانون حمایت از سرمایه گذاران خارجی در ایران همچنان به اعتبار خود باقی است. در همین روز روز ملی فنلاند هم در هفدهمین نمایشگاه بین‌المللی تهران برگزار شد.[۲۴][۲۵]
- ۱۶ و ۲۱ آبان ۱۳۷۰: دخانچی سفیر ایران در فنلاند در پایان ماموریت خود با یوهان تالو وزیر صنایع و تجارت فنلاند در مورد سفر تالو به ایران گفتگو کرد. دخانچی همچنین در قالب اولین کمیسیون مشترک فنی و اقتصادی ایران و فنلاند با سالولائنن معاون نخست‌وزیر و وزیر تجارت خارجی فنلاند گفتگو کرد.[۲۶][۲۷]
- ۶ آذر ۱۳۷۰: فعال شدن مجدد کرسی زبان فارسی در دانشگاه هلسینکی و انتصاب سید علی موسوی بهبهانی (۱۳۰۵-۱۳۸۹)[۲۸] استاد دانشگاه ادبیات دانشگاه تهران برای این کرسی[۲۹]
- ۶ دی ۱۳۷۰: دیدار سفیر فنلاند در تهران با سعید رجائی خراسانی رئیس کمیسیون سیاست خارجی مجلس شورای اسلامی[۳۰]
- ۲۰ تا ۲۴ دی ۱۳۷۰: یوهان تالو وزیر صنعت و تجارت فنلاند در تهران با علی‌اکبر ولایتی وزیر امور خارجه، عیسی کلانتری وزیر کشاورزی، حسین محلوجی وزیر معادن و فلزات، سید محسن نوربخش وزیر اموراقتصادی و دارائی، سید محمد غرضی وزیر پست و تلگراف و تلفن و ایروانی قائم‌مقام وزیر جهاد سازندگی دیدار کرد. همچنین محمدرضا نعمت‌زاده در دیدار با تالو وزیر صنایع پیشنهاد فروش مراکز کم‌ظرفیت مخابراتی به فنلاند و خرید مراکز پرظرفیت از فنلاند را داد. در این دیدار همچنین دربارۀ صنایع سلولزی به ویژه کاغذسازی و صنایع برق و الکترونیک و مصالح ساختمانی نیز گفتگو شد. در همین زمان موافقت‌نامۀ همکاری حمل و نقل جاده‌ای در دیدار یوهان تالو با سعیدی‌کیا وزیر راه و ترابری ایران امضا شد (این موافقتنامه ۲۵ اردیبهشت ۱۳۷۳ در مجلس شورای اسلامی تصویب شد).[۳۱] یوهان تالو همچنین با محمدهادی نژادحسینیان وزیر صنایع سنگین دربارۀ همکاری در کشتی‌سازی، ساخت تجهیزات بنادر و معادن، کارخانجات کاغذسازی و برنامۀ پنج ساله و  گفتگو کرد. ساریکوسکی وزیر فنلاند در تهران نیز با اسدالله عسگراولادی رئیس اتاق بازرگانی ایران و دیگر اعضای ایرانی و فنلاندی هیئت‌های اقتصادی دو کشور در مورد جنگل‌داری و کویرزدایی و همکاری‌های اقتصادی- صنعتی دیگر گفتگو کردند.

- ۱۱ بهمن ۱۳۷۰: پرتی پاسیو رئیس کمیسیون خارجی مجلس فنلاند در تهران با علی‌اکبر ولایتی وزیر امور خارجۀ ایران و مهدی کروبی رئیس مجلس شورای اسلامی دیدار و گفتگو کرد.[۴۲][۴۳]
- ۲۱ خرداد ۱۳۷۱: فلاح معاون وزیر جهاد سازندگی یادداشت تفاهم همکاری‌های صنعتی و بازرگانی بین ایران و فنلاند را در جریان دومین کمیسیون مشترک اقتصادی دو کشور در هلسینکی امضاء کرد.[۴۴][۴۵]
- ۶ تیر ۱۳۷۱: غلام‌رضا آقازاده وزیر نفت ایران به فنلاند سفر کرد و یک قرارداد و دو پروتکل در زمینۀ نفت، پتروشیمی و صنایع نفتی بین دو کشور به امضاء رسید.[۴۶] موضوع سفر وزیر نفت به فنلاند و نروژ در ۲۶ فروردین آن سال در هیئت وزیران تصویب شده بود.[۴۷]
- ۲۱ تیر ۱۳۷۱: دانش‌آموزان ایرانی برای شرکت در المپیاد جهانی فیزیک به فنلاند اعزام شدند.[۴۸]
- ۱ مهر ۱۳۷۱: محمودی سفیر ایران در هلسینکی و وزیر صنایع و تجارت جدید فنلاند دیدار کردند و اجرای مفاد یادداشت تفاهم دومین اجلاس کمیسیون مشترک دو کشور را بررسی کردند.[۴۹]
- ۱۶ مهر ۱۳۷۱: ایران در نمایشگاه بین‌المللی کتاب شهر تورکوی فنلاند غرفه‌ای برپا کرد.[۵۰]
- ۸ آبان ۱۳۷۱: غلامرضا اعوانی استاد دانشگاه تهران در انجمن شرق‌شناسان فنلاند دربارۀ تاثیرات حکمت اسلامی بر فلسفۀ غرب سخنرانی کرد.[۵۱]
- ۱۱ آبان ۱۳۷۱: پروفسور اللی لهتو رئیس دانشگاه هلسینکی (ریاضی‌دان) خواستار گسترش فعالیت‌های فرهنگی و تقویت مناسبات عملی بین ایران و فنلاند شد.[۵۲]
- ۲۶ آبان ۱۳۷۱: وزارت امور خارجۀ فنلاند محمودی سفیر ایران در هلسینکی را احضار کرده و نگرانی دولت فنلاند را از غیرقابل تغییر بودن حکم قتل سلمان رشدی اعلام کرد.[۵۳]
- ۱۶ اردیبهشت ۱۳۷۲: رحیمیان رئیس دانشگاه تهران و لتو رئیس دانشگاه هلسینکی در شهر تهران در مورد گسترش روابط علمی گفتگو کردند.[۵۴]
- ۶ خرداد ۱۳۷۲: یاکویدبرک معاون سیاسی وزیر امور خارجۀ فنلاند در تهران با واعظی معاون اروپا و آمریکای وزارت امور خارجۀ ایران در مورد صربها و بوسنی‌هرزگوین گفتگو کرد.[۵۵] یاکویدبرک همچنین با ولایتی وزیر امور خارجۀ ایران هم دیدار کرد.[۵۶]
- ۲۴ شهریور ۱۳۷۲: برقراری سرویس پست پیشتاز خارج از کشور بین ایران و فنلاند[۵۷]
- ۱۶ مهر ۱۳۷۲: رامارتی پورا وزیر کشاورزی فنلاند برای دیدار با عیسی کلانتری وزیر کشاورزی،  یحیی آل اسحاق وزیر بازرگانی، محمدرضا نعمت‌زاده وزیر صنایع، ربیع فلاح جلودار معاون وزیر جهاد سازندگی و رئیس مراتع ایران و سید محمدحسین عادلی  رئیس کل بانک مرکزی ایران  به ایران سفر کرد.[۵۸][۵۹][۶۰][۶۱][۶۲]
- ۱۱ آبان ۱۳۷۲: وزیر صنایع سنگین ایران به فنلاند سفر کرد و با اسکو اهو نخست وزیر فنلاند، وزیر امور خارجه و وزیر صنایع و تجارت این کشور دیدار کرد و از مراکز صنعتی مهم فنلاند بازدید کرد.[۶۳][۶۴][۶۵][۶۶]
- ۱۱ آذر ۱۳۷۲: پراریک یونفوردز مدیر عامل خبرگزاری فنلاند خواستار همکاری‌های خبری با خبرگزاری ایرنا شد.[۶۷]
- ۲۱ آذر ۱۳۷۲: در جریان سومین اجلاس کمیسیون مشترک ایران و فنلاند، سوندبک معاون وزیر امور خارجه فنلاند در امور اقتصادی با ربیع فلاح معاون وزیر جهاد سازندگی و رئیس سازمان جنگل‌ها و مراتع ایران در تهران دربارۀ همکاری‌های مشترک در زمینۀ جنگل و مرتع و همچنین با ولایتی وزیر امور خارجه گفتگو کردند.[۶۸][۶۹]
- ۸ و ۹ فروردین ۱۳۷۳: برگزاری سمینار درک اسلام در فنلاند[۷۰]
- ۸ آبان ۱۳۷۳: میزان صادرات فنلاند به ایران در سال ۱۹۹۲ مبلغ ۴۵۰ میلیون مارک و در سال ۱۹۹۳ مبلغ ۳۹۷ میلیون مارک بوده است.[۷۱]
- ۱۸ آبان ۱۳۷۳: غلامرضا فروزش وزیر جهاد سازندگی ایران و تیم همراهش برای بازدیدی چهار روزه وارد هلسینکی شدند. میکو پسله وزیر کشاورزی فنلاند از او استقبال کرد. این دو در مورد همکاری در صنایع شیر لبنیات دام، طیور گوشت، ماهیگیری، پرورش ماهی، تولید سرم و واکسن و بسته بندی آن، تراکتور کمباین و جنگل داری مذاکره کردند. پرتی سالولاینن وزیر تجارت خارجی فنلاند و معاون نخست وزیر این کشور دربارۀ مشارکت فنلاند در برنامه پنج سال دوم توسعه ایران با فروزش گفتگو کرد. وزیر جهاد سازندگی ایران همچنین با صاحبان صنایع فنلاند دیدار کرد. فروزش از نهالستان پرورش درختان جنگلی و صنایع جنگل چوب و کاغذ و ماشین آلات مربوط به ان واقع در شهر ایماترا هم دیدن کرد. این بازدید چهار روزه در پاسخ به دیدار قبلی وزیر کشاورزی فنلاند از ایران انجام شد. حجم مبادلات دو کشور ۳۰۰ میلیون دلار اعلام شد. صادرات ایران به فنلاند شامل نفت خام و کالا های سنتی و صادرات فنلاند به ایران شامل کاغذ، چوب، ماشین‌آلات صنعتی، صنایع فلزی، لوازم مخابراتی و ماشین آلات اداری است.[۷۲][۷۳]
- ۴ آذر ۱۳۷۳: نفیسه فیاض بخش نمایندۀ مجلس در راس هیاتی از زنان ایرانی در سفری سه روزه و غیررسمی به فنلاند رفت. او با جاکو بلومبرک معاون سیاسی وزارت امور خارجه فنلاند و خانم پاکینن معاون اول پارلمان فنلاند دیدار کرد. دیدار با خانم تالویته، رئیس کلوپ بین‌المللی زنان هلسینکی و پنجاه نفر از اعضای این کلوپ، دیدار با دانشجویان زبان فارسی مرکز زبان های خارجی دانشگاه هلسینکی (همراه با محمودی سفیر ایران) و دیدار با پروفسور ماریتا ناتانن رئیس انجمن دوستی ایران و فنلاند (که چهل عضو عمدتا از اساتید دانشگاه هلسینکی دارد) از برنامه‌های دیگر این گروه بود. در دیدار آخر چند جلد کتاب نفیس در زمینه شعر و ادبیات فارسی به یاکو هامین انتیلا مترجم گلستان سعدی به فنلاندی اهداشد. انتیلا اعلام کرد در سال آینده میلادی ترجمه منتخب اشعار مولوی به فنلاندی را برای انتشار آماده می‌کند. محمودی در دیدار دانشجویان فارسی گفت امکان اعزام دانشجویان این کلاس‌ها به ایران برای دوره های فشرده تکمیلی وجود دارد.[۷۴][۷۵] در همین مدت سمینار یک روزۀ «زنان، مذهب و توسعه» به مناسبت هفته زن از طرف بخش فرهنگی سفارت ایران با همکاری «شورای ملی زنان فنلاند» در دانشگاه هلسینکی برگزار شد. در این سمینار فیاض بخش با عنوان «نقش مذهب در تحکیم خانواده» و زهرا حاج عباسقلی، رئیس اداره اموراجتماعی و زنان وزارت امور خارجه ایران سخنرانی با عنوان «زن و توسعه ارزش های اخلاقی در خانواده» سخنرانی کردند. همچنین لینا کروهن، دبیر اجرائی شورای ملی زنان سخنانی بیان کرد. سفیر ایران گفت این سمینار پنجمین سمینار در همین زمینه است که در دو سال و نیم گذشته با همکاری نهادهای علمی و فرهنگی فنلاند برگزار شده است.[۷۶]
- ۱۰ آذر ۱۳۷۳: محمودی سفیر ایران در جمع گروه کنسولی هلسینکی سرمایه گذاران خارجی را به سرمایه گذاری در ایران دعوت کرد. او گفت تسهیلاتی مانند انرژی، خدمات بانکی، تهیه ویزا، امور بیمه، تصمین سرمایه گذاری، انتقال سهام و تولیدات، معافیت های مالیاتی فعالیت مستقل یا مشترک با سرمایه گذاران ایرانی در مناطق ازاد، معافیت همۀ واردات برای پانزده سال اول از عوارص گمرکی، خارج کردن سرمایه یا منافع حاصل از مناطق ازاد از این مناطق، استفاده از تسهیلات بندری، استفاده از آبراه‌های خلیج فارس، دریای عمان و اقیانوس هند و بهره برداری از نیروی کار متخصص و منابع انرژی در اختیار سرمایه گذاران خارجی است. این دیدار با حضور دیپلمات ها و کنسول های بیست کشور جهان انجام گرفت و آقای برنر، رئیس این گروه در آن سخنرانی کرد.[۷۷]
- ۵ دی ۱۳۷۳: دیدار خانم ناتانن استاد ریاضیات دانشگاه هلسینکی و رئیس گروه دوستی فنلاند و ایران با علی شریعتمداری، رئیس فرهنگستان علوم در تهران[۷۸]
- ۱۸ بهمن ۱۳۷۳: از مجموع ۲/۸ میلیارد دلار وام بین‌المللی ایران در نیمۀ اول سال گذشتۀ میلادی، چهار میلیون دلار آن از فنلاند بوده است.[۷۹]

- ۱۷ مرداد ۱۳۷۵: ‌هیأت وزیران ایران به پیشنهاد وزارت راه و ترابری تصویب کرد ‌که این وزارت مجاز است موافقت‌نامه «حمل و نقل هوایی بین دولت جمهوری اسلامی ایران و دولت فنلاند» در چهارچوب متن اعلام‌سده را امضای مقدماتی کند و مراحل قانونی را تا تصویب نهایی پیگیری کند.[۸۰]

- ۲۷ اردیبهشت ۱۳۷۷: ‌هیأت وزیران ایران به پیشنهاد وزارت امور اقتصادی و دارایی تصویب کرد که این ‌وزارت مجاز است «موافقتنامه اجتناب از اخذ مالیات مضاعف و تبادل اطلاعات د ر مورد مالیات بر درآمد و‌ سرمایه» را بین دولت ایران با هر یک از دولتهای ایتالیا و فنلاند در چارچوب متن اعلامی امضای موقت کند و مراحل قانونی را تصویب نهایی پیگیری کند.[۸۱]

- ۱۱ شهریور ۱۳۷۷: ‌هیأت وزیران ایران به پیشنهاد وزارت امور اقتصادی و دارایی تصویب کرد که این وزارت مجاز است «موافقتنامه تشویق و حمایت متقابل از سرمایه‌گذاری» بین دولت ایران با هر‌کدام از دولتهای ژاپن، ایتالیا، اسپانیا، فنلاند، سوئد، یونان، رومانی، کره شمالی، جمهوری فدرال یوگسلاوی، جمهوری چک ،‌تونس و سودان را در چارچوب متن اعلامی امضای موقت کند و مراحل قانون را تا تصویب نهایی پیگیری کند.[۸۲]

- ۲۴ مهر ۱۳۸۱: هیأت وزیران ایران به پیشنهاد وزارت راه و ترابری تصویب کرد که ‌این وزارت مجاز است «موافقتنامه‌های کشتیرانی تجاری دریایی» بین ایران و کشورهای الجزایر، فنلاند، ویتنام، یمن و قطر را امضای موقت کند و مراحل قانونی را تا تصویب نهایی پیگیری کند.[۸۳]
- ۱۳ آبان ۱۳۸۱: «قانون موافقتنامه تشویق و حمایت متقابل از سرمایه گذاری بین دولت جمهوری اسلامی ایران و دولت جمهوری فنلاند» در تهران امضا شد. این قانون ۲۳ دی ۱۳۸۲ در مجلس شورای اسلامی ایران تصویب شد.[۸۴]

- ۷ شهریور ۱۳۸۵: سعید جلیلی، معاون اروپایی و آمریکایی وزیر امور خارجه به فنلاند سفر کرد تا با ارکی تومیوخا (Erkki Tuomioja) وزیر امور خارجه دربارۀ برنامۀ هسته‌ای ایران گفتگو کند.[۸۵]
- ۳۰ شهریور ۱۳۸۵: وزیر امور خارجۀ فنلاند، به نمایندگی از ریاست اتحادیه اروپا، در نیویورک در مورد غنی‌سازی اورانیوم ایران با منوچهر متکی وزیر امور خارجۀ ایران گفتگو کرد.[۸۶]

- ۲۹ فروردین ۱۳۹۶: «قانون موافقتنامه بین دولت جمهوری اسلامی ایران و دولت جمهوری فنلاند درباره کمک و همکاری متقابل در امور گمرکی» در هلسینکی امضا شد. این قانون ۲۸ خرداد ۱۳۹۸ در مجلس شورای اسلامی تصویب شد.[۸۷]

## برنامه هسته ای
در مارس ۲۰۱۰، در طول اتحادیه اروپا عقب‌نشینی معنوی وزیران (EU) خارجی، وزیر خارجه فنلاند الکساندر اشتوب گفت به اندازه کافی اجماع در اتحادیه اروپا برای اعمال تحریم‌های یکجانبه علیه ایران برای فعالیت‌های هسته ای وجود دارد اما در سازمان ملل متحد قطعنامه احتمالاً تا ژوئن ۲۰۱۰ آماده نخواهد بود و حتی در آن زمان ممکن است تصویب نشود. او همچنین گفت:
«با شکست تحریم‌های سازمان ملل، من فکر می‌کنم که در اتحادیه اروپا اجماع جدیدی در مورد وجود اقدامات یک جانبه از طرف اتحادیه اروپا وجود دارد … آنچه در مورد این اقدامات دقیق است، به تفصیل مورد بحث قرار نگرفته‌است.»

## روابط اقتصادی
در سال ۱۳۷۲ ایران فناوری حفاری در اعماق دریا را از فنلاند گرفت.
در ماه مه ۲۰۰۸، هیکی پوورونن، سفیر فنلاند در ایران، با هاشم رهبری، رئیس گمرک ایران ملاقات کرد و دربارهٔ احتمال امضای تفاهم نامه دو کشور برای تقویت روابط تجاری آنها گفتگو کرد. رهبری اظهار داشت، «ایران چندین توافق‌نامه تجارت گمرکی با کشورهای خارجی امضا کرده‌است. اگر فنلاند نیز علاقه‌مند به ثبت چنین توافقی باشد، ما آن را در هنگام سفر اداره گمرک فنلاند به تهران آغاز خواهیم کرد.»

## روابط دیپلماتیک / نظامی
در ماه مه ۲۰۰۸، هیکی پوورونن، سفیر فنلاند در ایران و هاشم رهبری، رئیس گمرک ایران، ملاقات کردند و در مورد امضای تفاهم نامه توافق‌نامه دو کشور که روابط تجاری آنها را تقویت می‌کند، گفتگو کردند. در طی این دیدار Puurrunen اظهار داشت: «روابط جمهوری اسلامی ایران و اروپا به دلیل سیاسی در چند سال گذشته سقوط کرده‌است، اما فنلاند از روابط قوی تر و حجم تجارت بیشتر با ایران استقبال می‌کند.» در آوریل ۲۰۰۸ روسای سازمان زمین‌شناسی ایران و فنلاند تفاهم نامه ای برای افزایش همکاری‌های علمی و پژوهشی امضا کردند. "سازمان‌های زمین‌شناسی دو طرف در زمینه‌های مختلف از جمله تجزیه و تحلیل داده‌ها، اکتشاف، پترولوژی و آموزش همکاری خواهند کرد."

## سفارت‌های دو کشور
- فنلاند در تهران سفارت دارد.
- ایران در هلسینکی سفارت دارد.

### فهرست سفیران فنلاند در تهران
- تاپانی برادروس (۱۳۶۸)[۱۸]
- ایروساری کاسکی (۱۳۷۱-۱۳۷۴)[۹۶][۹۷][۹۸]
- یرو کارینن (۱۳۸۰)[۹۹]
- هیکی پوورون (۱۳۸۴)[۱۰۰]
- هری سالمی (۱۳۸۸): Harri Salmi در سال ۱۹۷۸ وارد وزارت امور خارجه شد. کار در بخش مطبوعات و فرهنگ، ادارۀ امور اداری، روابط اقتصادی خارجی، بخش سیاسی و وزارت اروپا و ریاست واحد اروپای غربی (۲۰۰۲- ۲۰۰۸)، وزیر مشاور در سفارت در اسلو (۱۹۹۸-۲۰۰۲) و مشاور ویژه وزیر بازرگانی خارجی (۱۹۹۱-۱۹۹۳) از دیگر مسئولیت‌های او بود.[۱۰۱]
- هاری كمر یانین: Harri Kämäräinen (۱۳۹۱-۱۳۹۶)[۱۰۲][۱۰۳] در ۱ سپتامبر ۲۰۱۲ از ادارۀ روسیه، اروپای شرقی و آسیای مرکزی (رئیس واحد اروپای شرقی و آسیای مرکزی) به تهران منتقل شد. او همچنین در بخش روابط اقتصادی خارجی، سرویس دیپلماتیک، سفارت های فنلاند در ورشو و ریگا، دفتر دائمی فنلاند در سازمان امنیت و همکاری اروپا در وین، دفتر فنلاند در ناتو در بروکسل، دبیرخانه سازمان امنیت و همکاری اروپا و مشاور نماینده ویژه اتحادیه اروپا در قفقاز جنوبی کار کرده است. کاماراینن در سال ۱۹۸۷ به وزارت امور خارجه پیوست.[۱۰۴]
- کیو نوروانتو (۱۳۹۶)[۱۰۵]
- کاری کاهیلوتو (۱۴۰۰): Kari Kahiluoto[۱۰۶][۱۰۷][۱۰۸]
- یانی یوهانس راپانا (۱۴۰۳): Jani Raappana[۱۰۹]: راپانا سال ۲۰۰۴ به وزارت امور خارجۀ فنلاند پیوست. او مدرک کارشناسی ارشد علوم اجتماعی دارد. او در حال کار روی مأموریت ویژه در ادارۀ آفریقا و خاورمیانۀ وزارت امور خارجه سفیر فنلاند در ایران شد. مدیر سیاست خارجی و امنیتی دفتر رئیس‌جمهور (۲۰۲۳- ۲۰۲۴) معاون رئیس سفارت فنلاند در واشنگتن (۲۰۱۹- ۲۰۲۳)، مشاور ویژۀ نخست‌وزیر (۲۰۱۷- ۲۰۱۹)، رهبر گروه امور سیاسی چین در وزارت امور خارجۀ آمریکا و آسیا (۲۰۱۶-۲۰۱۷) و کار در سفارت‌های فنلاند در پکن، تل‌آویو و وین از دیگر مسئولیت‌های دیگر او بوده است.[۱۱۰]